# Гордон Фрімен
Ґо́рдон Фрімен (англ. Gordon Freeman; місце народження: Сієтл, штат Вашингтон, США) — вигаданий персонаж, головний герой серії відеоігор Half-Life. Має вчену ступінь доктора філософії в галузі теоретичної фізики, яку надав Массачусетський технологічний інститут (MIT). Працюючи фізиком-теоретиком в науково-дослідницькому центрі «Чорна Меза», брав участь у проведенні експерименту над аномальними матеріалами (англ. anomalous materials). В ході експерименту сталася непередбачувана ситуація, — так званий каскадний резонанс  яка відкрила неконтрольовані проходи до паралельного світу Зен та спричинила вторгнення її жителів на Землю. Впродовж ігор серії Ґордон виступає борцем з наслідками каскадного резонансу.

## Біографія персонажа

### Передісторія
Ґордон Фрімен народився в Сієтлі, штат Вашингтон. Змалечку він зацікавився квантовою механікою та теорією відносності; його кумирами були Ейнштейн, Хокінг і Фейнман. Наприкінці 1990-х років, будучи запрошеним студентом до Інсбрукського університету, Ґордон був присутнім на ранніх експериментах із телепортації, які проводилися Інститутом експериментальної фізики. Після цього практичне використання телепортації стає пристрастю молодого фізика. У 1999 році Фрімену була присвоєна вчена ступінь доктора філософії (PhD) Массачусетським технологічним інститутом (MIT) за працю:
| | \| «Спостереження заплутаності Ейнштейна-Подольського-Розена на супраквантових структурах при пропусканні через нелінійний трансурановий кристал імпульсу наддовгих хвиль (НДХ) із набору джерел синхронізованих мод.» \| \| Оригінальний текст (англ.) [ «Observation of Einstein-Podolsky-Rosen Entanglement on Supraquantum Structures by Induction Through Nonlinear Transuranic Crystal of Extremely Long Wavelength (ELW) Pulse from Mode-Locked Source Array.» — Half-Life 2: Prima Official Game Guide, 2004[1]] Помилка: {{Lang}}: текст вже має курсивний шрифт (допомога) \| |
| «Спостереження заплутаності Ейнштейна-Подольського-Розена на супраквантових структурах при пропусканні через нелінійний трансурановий кристал імпульсу наддовгих хвиль (НДХ) із набору джерел синхронізованих мод.» | |
| Оригінальний текст (англ.) [ «Observation of Einstein-Podolsky-Rosen Entanglement on Supraquantum Structures by Induction Through Nonlinear Transuranic Crystal of Extremely Long Wavelength (ELW) Pulse from Mode-Locked Source Array.» — Half-Life 2: Prima Official Game Guide, 2004] Помилка: {{Lang}}: текст вже має курсивний шрифт (допомога) | |

Беручи участь у академічних дослідженнях Інсбрукського університету, Ґордон був розчарований їхніми повільними темпами розвитку й недостатнім фінансуванням. Захоплений своєю мрією, вчений шукав роботу поза освітніми закладами. Колишній наставник Фрімена в MIT доктор Айзек Кляйнер почав працювати над секретним проектом у Дослідницькому центрі «Чорна Меза» й шукав талановитих помічників. Враховуючи джерела й розміри фінансування, Фрімен підозрював, що в центрі проводяться розробки нового озброєння. Але, попри побоювання, вчений прийняв пропозицію роботи, сподіваючись, що мирне використання технологіям також буде знайдено.
Фрімен отримав посаду наукового працівника в лабораторії аномальних матеріалів з рівнем доступу 3. Для проживання вченому надали квартиру в гуртожитку дослідницького центру. Перш ніж герой взявся до виконання власних обов'язків, він пройшов курс підготовки з використанням спеціального захисного костюму H.E.V..
Мало що відомо про роботу Фрімена в «Чорній Мезі» до подій Half-Life. В Half-Life 2: Episode One Алікс Венс, коментуючи вміння Ґордона швидко пересуватися по вентиляційних шахтах, переказує історію, яку їй розповів доктор Кляйнер. Фрімен і його друг, охоронець Барні змагались, хто швидше дістанеться кабінету професора після того, як той загубив ключ від дверей у свій кабінет.
На початку гри Half-Life згадується, що Ґордону 27 років. У листі адміністрації зазначено, що Фрімен неодружений і не має утриманців. Якщо на початку гри зайти до роздягальні вчених і подивитися у шафку з прізвищем Freeman, то можна побачити фотографію маленької дитини. Проте лишається незрозумілим який стосунок вона має до Ґордона.

### У відеоіграх

#### Half-Life
В Half-Life Ґордон одного дня із запізненням прибув на роботу в «Чорну Мезу», щоб взяти участь в експерименті з аномальним матеріалом, доставленим загадковим G-меном. Після поміщення зразка в установку антимас-спектрометра виникло явище під назвою резонансний каскад, яке відкрило неконтрольовані проходи в паралельний світ Зен. В результаті до «Чорної Мези» потрапили істоти Зену і його розумні мешканці, а сам комплекс зазнав численних руйнувань з причини неочікуваних телепортацій обладнання, персоналу та споруд. В пошуках допомоги Фрімен вибрався на поверхню, паралельно змагаючись із агресивними істотами-прибульцями, але виявив, що урядові війська було надіслано, щоб знищити всіх свідків аварії.
Згодом, коли війська показали неспроможність стримати вторгнення істот Зену, для ліквідації наслідків аварії було надіслано бійців спецпідрозділу HECU. Фрімен, дослухавшись плану вцілілих учених, проник до комплексу «Лямбда», де проводилися випробування пристроїв телепортації, та виявив докази існування експедицій до Зену в минулому. Зрештою йому вдалося з'ясувати, що міжсвітові портали підтримує якась істота в Зені, і він вирушив у паралельний світ, щоб вирішити цю проблему.
В Зені Ґордон Фрімен зіткнувся з лідером цивілізації нападників, Нігілантом, і подолав його. При цьому Нігілант намагався пояснити, що його цивілізація була вимушена скористатися можливістю і вторгнутися на Землю, тікаючи від якоїсь загрози. Від загибелі в Зені Ґордона врятував G-мен — вражений успіхами вченого, він запропонував Фріменові працювати на нього, на що той погодився.
Між подіями Half-Life, доповнень гри, та Half-Life 2 Ґордон перебував у стазисі — стані зупиненого часу в невідомому місці. Вторгнення на Землю завдяки його попереднім діям та допомозі колег було зупинено, але «Чорну Мезу» підірвали атомною бомбою. Невдовзі по всій Землі стали відкриватися нові портали — це явище отримало назву портальні шторми.

#### Half-Life 2
Крізь портали прибули загарбники — сили Альянсу — об'єднання кількох цивілізації з різних світів. В ході збройного протистояння, що отримало назву Семигодинної війни, людство зазнало значних втрат. Керівник «Чорної Мези» Воллес Брін звернувся до Альянсу від імені всіх людей, оголосивши капітуляцію, за що отримав від Альянсу фактичну владу над всією планетою. Альянс швидко поневолив Землю, перетворивши її на сировинний придаток і встановивши антиутопічний тоталітарний лад. В умовах осушення океанів, поширення істот-прибульців і загального занепаду цивілізації, люди поступово вимирали. Додатково Альянс пригнітив здатність людей до розмноження. Істоти Зену, які опинилися на Землі, поступово розповсюдилися, а слуги Нігіланта вортигонти після його смерті оселились у віддалених місцях.
В Half-Life 2 G-мен пробудив Фрімена зі стазису, обіцяючи «великі справи». Ґордон отямився на шляху до міста Сіті-17, виявивши, що з часу аварії в «Чорній Мезі» минуло біля 20-ти років. Йому вдалося зустріти своїх колег з «Чорної Мези», які опинилися в підпіллі, зокрема Айзека Кляйнера, Барні Калхауна, Ілая Венса і познайомитися з дочкою останнього, Алікс Венс. Допомагаючи повстанцям в боротьбі проти гніту Альянсу і Воллеса Бріна зокрема, Ґордон дав надію на можливість зміни існуючого ладу. Подвиги Фрімена та його дивовижна поява зробили його знаковою особою для Опору. Змагаючись із силами Альянсу, «антигромадянин № 1», як прозвали Ґордона, проник до Цитаделі — головної урядової та військової споруди на Землі, — та вбив Воллеса Бріна, спричинивши вибух телепорта, крізь який той сподівався втекти до своїх покровителів.
Впродовж подій Half-Life 2: Episode One Фрімен виявив, що Цитадель скоро вибухне, причому цей вибух вигідний Альянсу, оскільки він відкриє портал до інших світів, крізь який зможуть надійти великі війська. Разом з Алікс Ґордону вдалося добути інформацію, необхідну для закриття порталу, та призупинити реакцію всередині Цитаделі і евакуювати населення Сіті-17 до моменту, коли Цитадель вибухнула.
В Half-Life 2: Episode Two Ґордон з Алікс дісталися до бази повстанців «Білий гай», випередивши надіслані туди війська Альянсу. Дорогою Фрімен зіткнувся з Радниками Альянсу, котрі врятувалися з Цитаделі і перешкоджали його просуванню. Забезпечивши запуск ракети з супутником, який закрив утворений над руїнами Сіті-17 портал, Ґордон, однак, не зміг врятувати Ілая Венса від нападу Радників. В їх з Алікс планах було вирушити на пошуки загубленого корабля «Бореаліс» з технологіями, здатними покласти край пануванню Альянсу, однак ці події лишаються ніде не висвітленими.

## Розробка образу
Початково протагоністом Half-Life розроблявся персонаж з робочим ім'ям Іван-космобайкер (Ivan the Space Biker). За дизайном Чака Джонса, він був кремезним бородатим чоловіком в HEV-костюмі оливкового кольору. Ще ранішим його попередником (на стадії розробки ігор Prospero та Quiver, які передували Half-life) була жінка під тимчасовим ім'ям Бібліотекарка або Алеф, яка користувалася б телекінезом.
Майк Лейдлоу згодом змінив ім'я персонажа на Дайсон Пуанкаре, щоб підкреслити науково-фантастичну основу гри. В цьому він керувався поєднанням імен фізика Фрімена Дайсона і Анрі Пуанкаре. Ім'я Ґордон Фрімен вигадав Ґейб Ньюел, незадоволений запропонованим Лейдлоу варіантом. В процесі доопрацювання Ґордону було зменшено бороду, додано волосся, зібране в хвостик, і окуляри.
В Half-Life 2 для створення образу Ґордона Фрімена використовувалися фото співробітників Valve Девіда Спейрера, Еріка Кірмшера, Ґреґа Куммера і Келлі Бейлі, які накладалися одне на одне до досягнення шуканої комбінації.

## Появи в іграх

### Half-Life
В один із робочих днів Фрімен бере участь у важливому експерименті з вивчення позаземного кристала, що спричинив катастрофічні наслідки. В результаті невдалого експерименту в «Чорну Мезу» телепортуються орди прибульців із паралельного світу Зен, що знищують все живе. Для наведення порядку уряд направляє до центру елітні загони військових з Спецпідрозділ HECU, до мети яких, крім усього іншого, входить знищення свідків катастрофи (їм також потрібно було закрити «Чорну Мезу», а потім і знищити її з метою недопущення виходу прибульців за її межі). Фрімен, одягнений у захисний костюм, прямує до комплексу «Лямбда» з метою допомогти команді вчених, що там сховалася, зупинити вторгнення прибульців. Ставши чи не основною метою для загонів ліквідації, Ґордон з боєм прокладає собі шлях до дослідницького центру.
Пройшовши безліч випробувань і знищивши незліченну кількість прибульців і солдатів, Фрімен зрештою дістається комплексу «Лямбда». Там група вчених телепортує Ґордона в Зен, де молодий фізик знаходить і важко знищує головного винуватця вторгнення — лідера прибульців Нігіланта. Нігілант керував вортигонтами; по суті вони були в нього в рабстві. Відразу після битви Ґордон потрапляє в полон до таємничої людини, яка називається G-Man'ом і спостерігала за Фріменом з боку протягом усієї його подорожі. G-Man, вражений діями вченого, пропонує Ґордон роботу від імені своїх неназваних наймачів. Події Half-Life 2 припускають, що Фрімен прийняв пропозицію таємничого агента, сподіваючись допомогти людству. Отримавши очікувану згоду, G-Man поміщає героя в «стазис» - місце поза простором і часом, де вчений перебуває аж до початку Half-Life 2.

### Half-Life 2
G-man витягує Фрімена зі стазису через двадцять років після подій у центрі «Чорна Меза». Повернувшись на Землю, він виявляє, що планета захоплена військами союзу інопланетних рас, відомого як «Комбінат». Вортигонти, звільнившись від впливу Нігіланта, стали мирними жителями Землі, але, як і люди, опинилися під гнітом Альянсу. По волі G-мен'а Ґордон опиняється в ролі громадянина великого Східної Європи східноєвропейського міста під номерною назвою Сіті 17. Незабаром після свого повернення герой стає ключовою фігурою в русі Опору, очолюваного колишніми вченими «Чорної Мези» — Айзек Кляйнер і Ілай Венс Ілаєм Венсом. Отримавши свій захисний костюм, Фрімен вирушає в тривалу подорож околицями Сіті 17. Відомий завдяки подіям в дослідному центрі, Ґордон став легендарною особистістю, месією в очах людей і став особливо шанований вортигонтами, так як звільнив їх від впливу Них . Вцілілі повстанці та вортигонти, які мають численні здібності (такі як лікування ран, енергетичний постріл), зустрічаються на шляху Ґордона в таборах Опору і допомагають йому досягти мети за допомогою своїх сил, техніки, людей, здібностей.
Воюючи з силами Альянсу, «порушник №1» піднімає незадоволених на відкрите повстання проти Співдружності. У розпал кровопролитних вуличних боїв Ґордон пробирається в Цитадель — головну базу Альянсу в Сіті 17 і Землі загалом. Усередині фортеці він зустрічає ставленика Комбінату, колишнього адміністратора «Чорної Мези», Воллеса Бріна. Вищі інопланетні керівники довірили Брінові управління Землею від імені Альянсу після її захоплення. За підтримки Алікс Венс, дочки Ілая, герою вдається наздогнати ворога і, перенаправляючи енергетичні згустки із системи живлення Цитаделі в енергетичну систему порталу, знищити портал, відкритий для евакуації Бріна. Зробивши це, Ґордон та Алікс опиняються у центрі потужного вибуху порталу. Але раніше ніж хвиля накрила героїв, час завмирає, з'являється G-man і рятує Фрімена від смерті. Задоволений досягненням своїх цілей, чоловік із кейом  повертає вченого в стазу, цього разу не надавши права вибору.

### Half-Life 2: Episode One
Прибульці із Зена і союзники землян вортигонти з'являються з нізвідки в момент вибуху генератора «темної енергії» Цитаделі і рятують Алікс Венс Алікс від неминучої загибелі. За мить істоти вторгаються в чорну порожнечу стази і звільняють Фрімена від G-мена.
Ґордон і Алікс приходять до тями біля підніжжя напівзруйнованої бази Альянс (Half-Life). Налагодивши зв'язок з Ілаєм Венсом і Айзеком Кляйнером, герої дізнаються, що критично пошкоджена Цитадель незабаром вибухне, знищивши все живе в довколишніх околицях. Щоб запобігти вибуху, Ґордон і Алікс під керівництвом Ілая Венса повертаються в Цитадель з метою стабілізувати ядро реактора і припинити повільну термоядерну реакцію, що почалася. Дорогою героям вдається з'ясувати, що вчені Альянсу відмовилися від спроб стабілізувати ядро, оскільки після знищення Фріменом порталу всі зовнішні телепорти та системи зв'язку Альянсу на Землі відключилися без надії на швидке відновлення. Дестабілізація реактора Цитаделі для комбайнів стала єдиним способом отримати достатньо енергії, щоб відправити у свій світ якесь надважливе повідомлення. Алікс вдається отримати копію повідомлення, і вони з Ґордоном залишають Цитадель, що руйнується. Після довгої подорожі по зруйнованому місту вони зустрічають Барні Калхаун і допомагають йому переправити повстанців і рятуються громадян до залізничного вокзалу. Герої залишають місто на останньому поїзді, спостерігаючи за відправкою сполучення до всесвіту Альянсу. Після завершення передачі даних Цитадель анігілюється, накриваючи вибуховою хвилею поїзд з Ґордоном і Алікс.

### Half-Life 2: Episode Two
Після того як Ґордон разом з Алікс сіли в поїзд і вже практично покинули Сіті 17, Цитадель анігілює, утворюючи величезну міжпросторову воронку — суперпортал, через який на підкріплення земному контингенту готується пройти надпотужна армія Альянсу, що багаторазово перевершує чисельність повстанців. Під час перебування на Цитаделі Алікс завантажила важливі дані, заради передачі яких Альянс зважився пожертвувати Цитаделлю. Ґордону та Алікс необхідно дістатися до «Білого Гаю» — головної бази Опору. По дорозі в «Білий Гай» Ґордон втрачає Алікс через напад синтетів-мисливців, але його рятують вортигонти за допомогою лікувального екстракту мурашиних левів. Діставшись «Білого Гаю», Алікс і Ґордон передають інформацію, за допомогою якої вченим Опору вдається закрити викликаний вибухом реактора Цитаделі портал.
Після цього Фрімену та Алікс необхідно вирушити на північ - на пошуки корабля-лабораторії «Борей», який може стати як новою надією вільного людства, так і козирем Альянсу, що дозволяє йому взяти реванш і відновити свою владу Землі. Наприкінці Episode Two на базу проникають Радники і вбивають батька Алікс, який так і не встиг розповісти Ґордону про справжні наміри G-менa.

### Half-Life: Alyx

Ґордон Фрімен у фіналі "Half-Life: Alyx".

Ґордон Фрімен згадується Расселом, коли Алікс чує, як якась жінка-інформатор, спілкуючись з Радником Альянсу, каже, що в «Сховищі» міститься якийсь чоловік, який вижив у «Чорній Мезі». Почувши це, Рассел каже, що це може бути лише Ґордон Фрімен, тому його треба звільнити.
Після титрів слідує епілог, де гравець опиняється в тілі Ґордона Фрімена, який приходить до тями в ангарі на «Білому Гаю» після фінального моменту Half-Life 2: Episode Two. Живий Ілай люто кричить йому, що G-мен забрав Алікс (у цей момент гравець може побачити його зліва на сходовому майданчику, що спостерігає за ними на відстані). Ілай обіцяє вбити G-мена і розібратися у всьому. Потім до них підходить Пес із ломиком. Ілай забирає його та простягає Ґордону зі словами, що в них «багато роботи».

### Інші ігри серії
У Opposing Force і Blue Shift Ґордон Фрімен не є головним героєм. Однак, у цих доповненнях можна спостерігати за Фріменом з боку кількох ігрових моментів:
- Адріан Шепард під час перебування в телепортаційному комплексі «Лямбда» бачить, як Ґордон прямує в телепорт[8]. Спроба прослідкувати за ним призводить до створення «часового феномена» та смерті Шепарда. Також гравець може побачити в одному з кабінетів портрет Фрімена за підписом "Працівник місяця".
- Барні Калхаун тричі за гру може спостерігати за Фріменом. Уперше - на самому початку гри, коли Ґордон проїжджає повз героя на вагонетці монорейки[9]; вдруге — через камеру спостереження, коли вчений прямує за костюмом[10]; і втретє, наприкінці — коли двоє солдатів HECU тягнуть полоненого Фрімена в бездушному стані[11].

## Захисний костюм H.E.V.
У серії Half-Life Фрімен носить спеціальний захисний костюм, званий H.E.V. (англ. Hazardous Environment Vest). Він був розроблений Джин Крос, однією з головних героїнь в Half-Life: Decay і інструктором у тренувальному курсі. У Half-Life Ґордон носить костюм четвертої моделі, а вже в Half-Life 2 він одягає модернізований, п'ятий. Крос говорила, що перевірила досвідчений зразок п'ятої моделі перед каскадним резонансом, це пов'язано з костюмом у Half-Life 2. Захисний костюм створений для захисту користувача від агресивного середовища — радіації, електричних розрядів, токсичного середовища та механічних впливів.
Костюм 4-ї моделі, який використовував Фрімен у Half-Life, оснащений:
- сукупністю датчиків, що попереджають користувача про небезпеки: високий рівень радіації, нестачу кисню, небезпеку ураження вогнем і занадто низьку температуру;
- системою контролю за станом організму;
- переговорним пристроєм і системою життєзабезпечення (виправляє переломи і включає ін'єктори морфіна);
- вбудованим ліхтариком, що живиться від допоміжного джерела енергії.

Костюм може заряджатися від силових модулів, розташованих на території Чорної Мези, та від спеціальних акумуляторів. З повністю зарядженим костюмом носій може перенести пряме влучення кількох черг з вогнепальної зброї, і навіть одне пряме влучення з гранатомета не здатне вбити носія костюма, за умови, що рівень здоров'я і броні на максимумі .
Захисний костюм — не ексклюзив для Фрімена. У вимірі Зен можна знайти тіла учасників експедицій, одягнені в костюми. На початку гри в Секторі C з боків від силового модуля для костюма стоять ще два порожні модулі. Костюми можуть бути пофарбовані в різні кольори: хоча більшість H.E.V., включаючи костюм Ґордона та костюми дослідників у Зені, пофарбовані в помаранчевий, героїні спін-офу Half-Life: Decay Джина Крос і Колетт Грін носять відповідно бежевий та темно-бордовий костюм.
У Half-Life 2 Фрімен, як і в попередніх іграх, починає без костюма (попри те, що в кінці першої частини G-Man, забираючи зброю, дозволив Фріменові залишити костюм собі). Після зустрічі з доктором Кляйнером Ґордон отримує новий костюм п'ятої моделі (Кляйнер, як і інші персонажі, називає його «старим костюмом» — це може означати, що H.E.V. був просто модифікований). Крім старих функцій у новий костюм був вбудований об'єктив змінної фокусної відстані, можливість використовувати прискорення (спринт), автоматичний ін'єктор універсального антидоту від різних отрут, можливість використовувати силові військові енерговузли Комбінату для зарядки костюма. Однак, на відміну від четвертої моделі, п'ята використовує єдине джерело енергії для ліхтарика та спринту. Крім того, модуль для довгих стрибків недоступний.
Однак, попри назву, H.E.V. розроблявся не лише як захисту від небезпечних умов довкілля, але й для застосування у військових цілях. «Чорна Меза» — це військова установа, і, очевидно, бронежилет P.C.V. розроблений за схожою з H.E.V. технологією (це доводить той факт, що для заряджання P.C.V. можна використовувати зарядні пристрої для «H.E.V.»).
Символ на костюмі Ґордона — грецька буква «λ» (лямбда). У фізиці цією літерою позначається постійна розпаду радіоактивних елементів. Крім костюма Ґордона, символ з'являється в назві гри, замінюючи собою букву «а» HλLF-LIFE, і це також назва цілого комплексу в «Дослідний центр Чорна Меза» (Lambda Complex), де досліджується телепортація. Символ лямбди також є і в Half-Life 2, як символ Опору, на згадку про події в Чорній Мезі.

## Критика та відгуки
- Вже в 1998 році відразу після виходу гри читачі GameSpot зарахували Ґордона Фрімена до п'яти кращих героїв комп'ютерних ігор[12].
- У 2008 році журнал The Age поставив Фрімена на 16-е місце у списку кращих персонажів ігор для Xbox всіх часів і народів, додавши, що «ніхто не зробив більше для репутації та авторитету фізиків-теоретиків, ніж Valve»[13].
- У 2009 році GameDaily використав Ґордона Фрімена як приклад «сильного і мовчазного хлопця», одного з 25 найкращих архетипів персонажів у комп'ютерних іграх Mitchell, Richard (2011-09-23)[14].
- Сайт UGO.com у своєму списку 100 кращих медіа-персонажів поставив Ґордона Фрімена на 14-е місце[15].
- Громадське опитування, проведене GameSpot в 2009 році, визначило Фрімена як найбільшого героя комп'ютерних ігор[16].
- Журнал Empire назвав Ґордона Фрімена найбільшим ігровим персонажем[17].
- Фрімен отримав 8-е місце в списку п'ятдесяти найкращих персонажів комп'ютерних ігор за версією книги рекордів Гіннесса у 2011 році[18].